# Ulica Kiroczna w Petersburgu

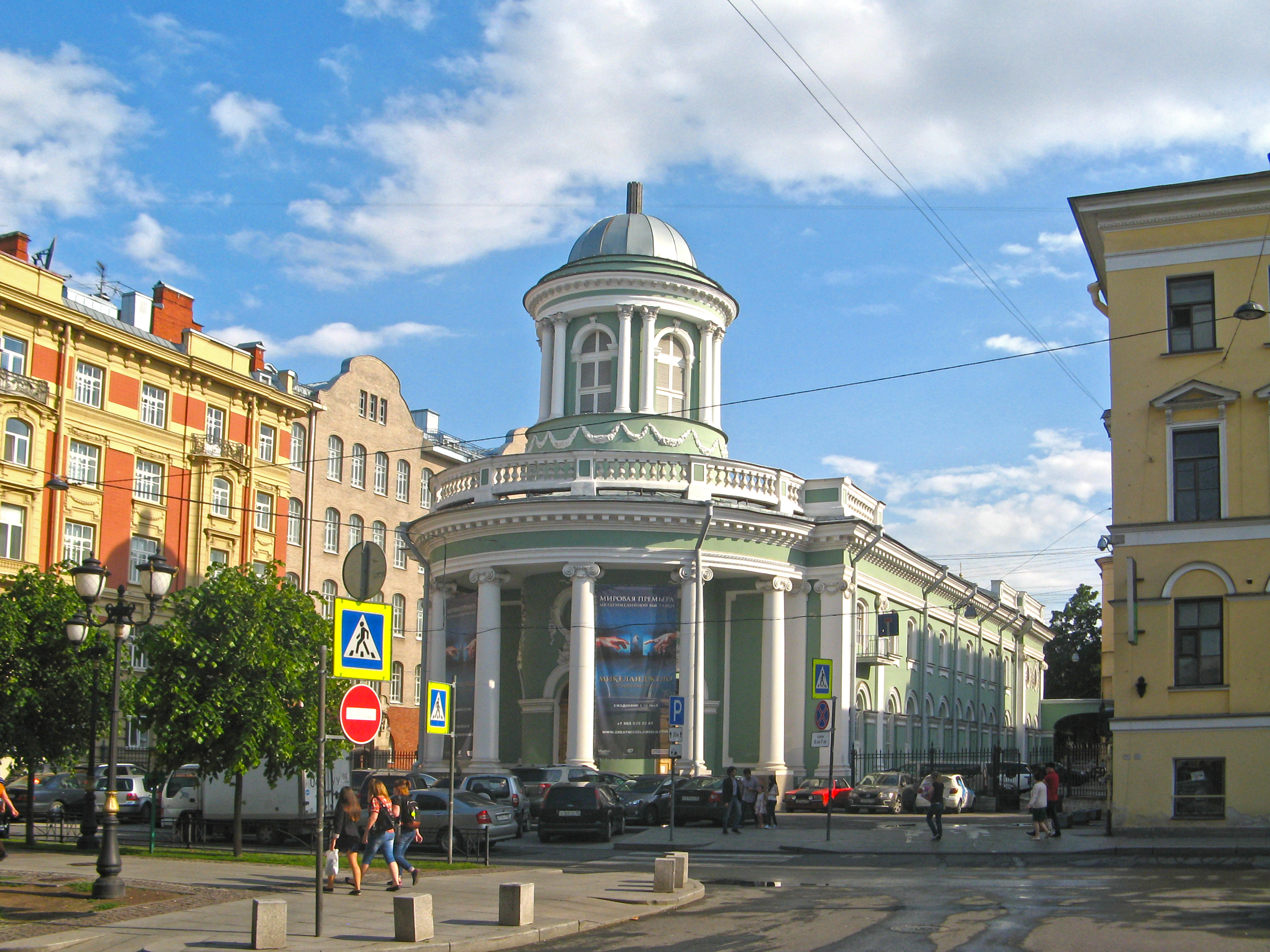
Kościół luterański (kircha) św. Anny, od którego wywodzi się nazwa ulicy

Ulica Kiroczna (ros. Кирочная улица, Kirocznaja ulica) – ulica w rejonie centralnym Petersburga, biegnąca pomiędzy Prospektem Litiejnym a ulicą Krasnogo Tiekstilszczika.

## Historia
Ulica została wytyczona na pocz. XVIII w. Przebiegała przez Litiejną słobodę - osadę pracowników Litiejnego Dworu, położonego na brzegu Newy kompleksu zakładów, gdzie odlewano działa i produkowano broń, działały kuźnie, pracownie tokarzy i ślusarzy. Do 1826 r. była nazywana 4 linią lub 4 Artyleryjską. Przyjęta później nazwa nawiązywała do kościoła luterańskiego (kirchy) wzniesionego w latach 1775-1779 pod nr 8. W II poł. XIX w. i na pocz. wieku XX ulica została zabudowana kamienicami czynszowymi. 

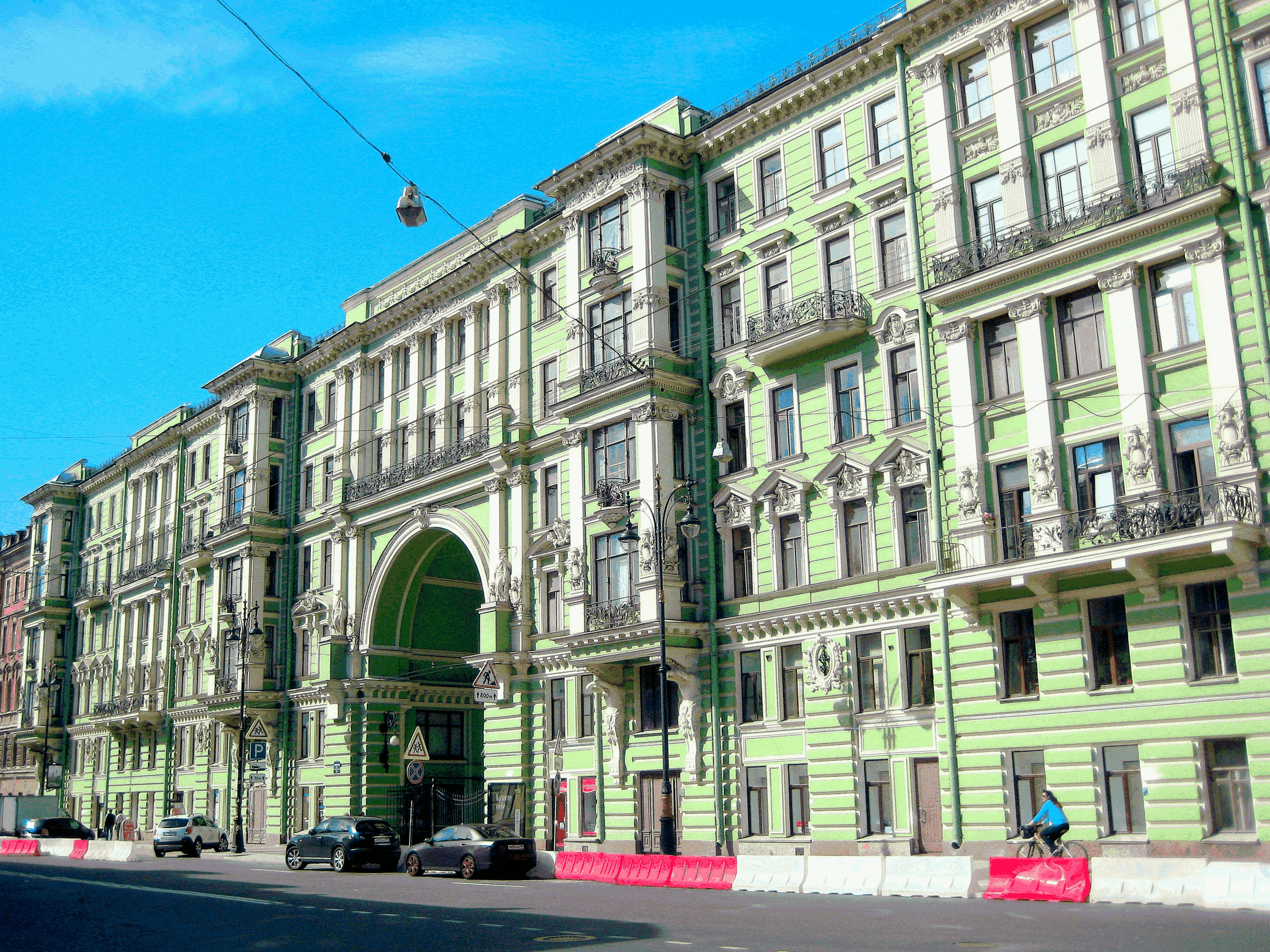
Domy czynszowe Rat'kowa-Rożnowa, koniec XIX w., nr 32/34

W 1932 r. ulicę przemianowano ku czci pisarza Michaiła Sałtykowa-Szczedrina. Historyczna nazwa została przywrócona w 1998 r.

## Znaczące obiekty
- kamienica czynszowa pod nr 6, wzniesiona w latach 1908-1909 według projektu Wilhelma van der Guchta[3]
- kościół św. Anny pod nr 8, wzniesiony w latach 1775-1779[3]
- kamienica czynszowa Durdina pod nr 12, wzniesiona w 1884 r. według projekt Piotra Gilowa w stylu eklektycznym z elementami neobaroku; w domu tym na pocz. XX w. bywał Rasputin, a na stałe mieszkała poetka Tatjana Szczepkina-Kupiernik; w jej mieszkaniu w 1917 r. odbywały się spotkania komitetu centralnego partii bolszewickiej z udziałem Lenina[5][3]
- kamienica czynszowa pod nr 22, wzniesiona w 1911 r. według projektu W. Szauba[3], Jeden z budynków koszar Prieobrażeńskiego Pułku Lejbgwardii, nr 35a

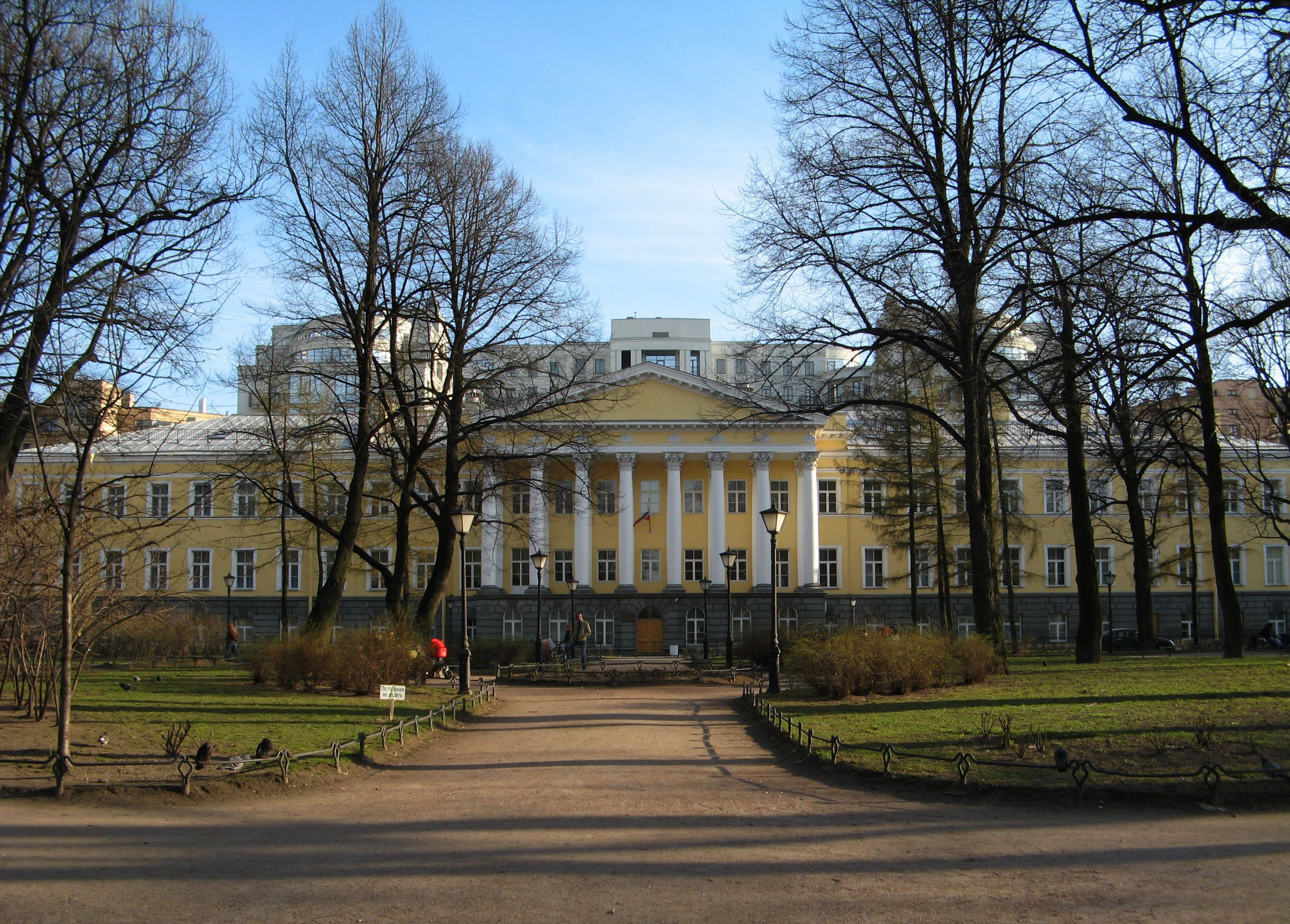
Jeden z budynków koszar Prieobrażeńskiego Pułku Lejbgwardii, nr 35a

- koszary i szpital Prieobrażeńskiego Pułku Lejbgwardii pod nr 31-39, wzniesione w latach 1801-1807 według projektu Fiodora Wołkowa[4]

- koszary 6 batalionu saperów pod nr 33[3]
- kamienice czynszowe Rat'kowa-Rożnowa, nr 32 i 34, wzniesione w latach 1881-1900 według projektu P. Sjuzora[4]
- dawny Instytut Kliniczny Wielkiej Księżnej Heleny Pawłowny pod nr 41[3][1], obecnie Podyplomowa Akademia Medyczna
- muzeum Aleksandra Suworowa pod nr 43[4]

Pod nr 28, w miejscu, gdzie obecnie znajduje się szkoła, wznosiła się cerkiew Świętych Kosmy i Damiana, należąca do batalionu saperów, wzniesiona w latach 70. XIX w. i zniszczona w 1940.